# もっと!姉、ちゃんと聞いてよ♪
もっと!姉、ちゃんと聞いてよ♪（もっと!ねぇ、ちゃんときいてよ♪）は、インターネットラジオ配信サイト『 音泉 』で隔週火曜日更新で配信していた番組。PC用恋愛アドベンチャーゲームソフト「もっと 姉、ちゃんとしようよっ!」に出演している「明日原ミサ」「シャンティ・スーラ」役のかわしまりのと「一条鈴音」「咲坂ひだり」役の理多がラジオパーソナリティを務めている。

## 番組概要
PC用アダルトゲームソフト「もっと 姉、ちゃんとしようよっ!」の宣伝を兼ねて「姉の魅力」について考えていくことをコンセプトにした番組内容となっており、メイン・パーソナリティのフリートークを中心に各コーナーでリスナーからの投稿の紹介と募集を行っている。
また、『 音泉 』で隔週火曜日更新で配信している「略してっ!つよきすラジオ♪」（以下「つよきすラジオ」と記載）とは、共にきゃんでぃそふと制作のゲームソフトの宣伝を兼ねている姉妹番組となっており、番組内で「つよきすラジオ」とのコラボレート企画がある。番組配信日も「つよきすラジオ」の翌週で、週ごとに交互に配信されるようになっている。

2010年9～10月には、両番組のパーソナリティがお互いの番組にゲスト出演するコラボスペシャル「もっと略してっ!姉きすラジオ」が配信された。（「つよきすラジオ」がホストの「Part1」が9月21日、本番組がホストの「Part2」が10月5日配信。）

### パーソナリティ
かわしまりの
「もっと 姉、ちゃんとしようよっ!」で「明日原ミサ」「シャンティ・スーラ」役を演じた声優。番組内で使われている「りのっち」という愛称は、「音泉」で配信されていた「ラジオ真・恋姫†無双」でメイン・パーソナリティーを勤めていた頃に使用していたもので、共演者の理多の希望で当番組でも使っている。番組では自身に姉と弟の両方がいるので姉が居る立場と弟がいる立場の両方が解るという意味で「両刀使い？」と発言してスタッフにブザー音を鳴らされた。
理多
「もっと 姉、ちゃんとしようよっ!」で「一条鈴音」「咲坂ひだり」役を演じた声優であり歌手。番組内での愛称は「りっちゃん」で公私共に使われている愛称をそのまま使っている。番組では自身に弟がいることを語っているが、ゲーム内容に沿うような仲の良さは無いとのこと。姉妹番組「つよきすラジオ」のパーソナリティである金田まひると妙に張り合う発言を互いにしているが、公私共に付き合いのある友人である。

### 配信曜日など
音泉
- 隔週 火曜日更新
- 放送：2010年5月11日 - 2011年8月30日

## 番組コーナー
お好み道場にどうじょう
リスナーから寄せられたリクエストに応え、二種類の「食品スーパーやコンビニで買えるお好み焼きにして欲しい具材」を抽選で選び番組後半で焼いて食べるコーナー。組み合わせでゲテモノになる場合があるが、残しても「スタッフが美味しくいただく」ことになっている。「もっと 姉、ちゃんとしようよっ!」に登場する明日原ミサの実家「お好み道場（お好み焼き店）」にちなんだ企画で、「つよきすラジオ」の料理にカレー粉を掛けて食べるコーナーを意識したものとなっている。
ひだりんのMC特訓所！
募集した「いい間違いやすい言葉」を早口言葉としてパーソナリティが挑戦するコーナー。「もっと 姉、ちゃんとしようよっ!」に登場するアイドル歌手の咲坂ひだりが舞台上で言葉をよく噛むという設定にちなんだ企画。
ねえ！ちゃんと言ってよっ♪
姉として褒めて欲しいことや叱って欲しいことをリスナーから募集し、パーソナリティの二人がアドリブで「姉っぽく」返答するコーナー。
ふつおた
リスナーからの一般投稿を紹介するコーナーで、ゲームの感想や世間話が中心となる。このコーナーで紹介された投稿の内の一通が翌週の「つよきすラジオ」の「ふつおた」コーナーでもう一度紹介され、逆に前週の「つよきすラジオ」の「ふつおた」コーナーで紹介された投稿の内の一通がこのコーナーで再び紹介される、というコラボレート企画も含んでいる。

## ゲスト
- 桜川未央（声優：明日原アルル、明日原クララ役 - 第7回）
- 金田まひる、草柳順子：コラボスペシャル「もっと略してっ!姉きすラジオ」Part2（2010年10月5日）
- 楠鈴音（声優：クローディア・ギグス役 - 第28回）

## ラジオCD
- 「もっと!姉、ちゃんと聞いてよ♪」Vol.1 2010年11月24日発売（第1回〜第6回収録）：同梱特別編CD コラボスペシャル「もっと略してっ!姉きすラジオ」Part2
- 「もっと!姉、ちゃんと聞いてよ♪」Vol.2 2011年5月27日発売（第7回〜第17回収録）：同梱特別編CD コラボスペシャル「もっと略してっ!姉きすラジオ」Part4
- 「もっと!姉、ちゃんと聞いてよ♪」Vol.3 2011年10月28日発売（第18回〜第23回収録）：同梱特別編CD ゲスト 楠鈴音（クローディア・ギグス 役）